# Grand Prix van Rio de Janeiro 1948
De Grand Prix van Rio de Janeiro 1948 was een autorace die werd gehouden op 25 april 1948 op het circuit van Gávea in de Braziliaanse stad Rio de Janeiro.

## Uitslag
| Positie | Rijder                     | Team          | Ronden | Tijd/Opgave         |
| ------- | -------------------------- | ------------- | ------ | ------------------- |
| 1       | Chico Landi                | Alfa Romeo    | 20     | 2:30:52.3           |
| 2       | Benedicto Lopes            | Maserati      | 20     | 2:37:26.8 (+6:34.5) |
| 3       | Aloísio Fontenelle         | Alfa Romeo    | 18     | 2:37:26.1           |
| 4       | Francisco Credentino       | Maserati      | 18     | 2:38:11.6           |
| 5       | Osmar Lage                 | Maserati      | 17     | 2:39:03.4           |
| 6       | Gino Bianco                | Maserati      | 15     | 2:31:08.3           |
| 7       | Carlos Barbosa             | Maserati      | 15     | 2:35:50.6           |
| 8       | Plínio Seabra              | Simca-Gordini | 14     | 2:54:00.6           |
| NF      | "Raph"                     | Alfa Romeo    | 8      | Mechanisch          |
| NF      | Vittorio Rosa              | Maserati      |        |                     |
| NF      | Annuar de Góes             | Alfa Romeo    |        |                     |
| NF      | Antônio Fernandes da Silva | Maserati      |        |                     |
| NF      | Henrique Casini            | Alfa Romeo    |        |                     |
| NF      | Manoel Porfírio            | Fiat          |        |                     |
| NF      | Nino Stefanini             | Alfa Romeo    |        |                     |